# Gennadi Iwanowitsch Janajew
Gennadi Iwanowitsch Janajew (russisch Геннадий Иванович Янаев; wissenschaftliche Transliteration Gennadij Ivanovič Janaev, * 26. August 1937 in Perewos; † 24. September 2010 in Moskau) war ein sowjetischer Politiker, Vizepräsident der UdSSR und 1991 Putschist gegen Gorbatschow.

## Biografie
Janajew absolvierte 1959 das Gorki-Institut für Landwirtschaft mit der  Fachrichtung Landwirtschaftlicher Maschinenbauingenieur. Seit 1959 arbeitete er als Leiter einer mechanisierten landwirtschaftlichen Einheit in der Region Gorki.
 
Er wirkte von 1963 bis 1968 im Komsomol, der Jugendorganisation der KPdSU. Er war von 1968 bis 1980 hauptamtlicher Vorsitzender des UdSSR-Komitees für Jugendorganisationen.

Von 1986 bis 1990 war er im Allunions-Zentralrat der Gewerkschaften als Sekretär (bis 1989), als stellvertretender Vorsitzender und dann als Vorsitzender tätig.
Michail Gorbatschow förderte im Zuge der Perestroika Janajews Aufstieg in die Machtzentrale. Gorbatschow schrieb dazu 1995: „Das war mein großer Fehler“. So war Janajew vom 14. Juli 1990 bis zum 24. August 1991 Sekretär des Zentralkomitees und zugleich Vollmitglied im Politbüro. Von 1990 bis zum August 1991 war er auch Vizepräsident der Sowjetunion und somit Vertreter Gorbatschows in dessen Staatsamt.
Bekanntheit erlangte Janajew als Vorsitzender der reaktionären Putschistengruppe Staatskomitee für den Ausnahmezustand und Mitinitiator des versuchten Augustputsches gegen Gorbatschow im August 1991. Der Versuch der Putschisten, Gorbatschow zum Rücktritt zu bewegen, misslang. Nach drei Tagen war der Putsch vorbei, bei dessen Niederschlagung sich vor allem Boris Jelzin hervortat. Als Ergebnis der Verschwörung schwand Gorbatschows Macht, die KPdSU wurde in der RSFSR verboten, und Ende 1991 wurde der Zerfall der Sowjetunion besiegelt. Janajew und seine Mitputschisten wurden zu Haftstrafen verurteilt. Bereits 1993 erfolgte die Haftverschonung aus gesundheitlichen Gründen. Janajew war alkoholabhängig. 1994 wurde er durch die Duma amnestiert.
Janajew war danach Berater im Ausschuss der Veteranen und Invaliden des öffentlichen Dienstes. Er war Leiter der IWF-Hilfe für Kinder mit Behinderungen. Zuletzt war er Leiter der Abteilung für nationale Geschichte und internationale Beziehungen der Russischen Internationalen Tourismus-Akademie.
Janajew starb 2010 in einem Moskauer Krankenhaus an Lungenkrebs. Er ist auf dem Friedhof Trojekurowo in Moskau beerdigt worden.
Er war verheiratet und hatte zwei Töchter.

## Ehrungen
- zweimal Orden des Roten Banners der Arbeit
- zweimal Ehrenzeichen der Sowjetunion

## Filme
- 2009: Dokumentarfilm von Michail Iwanowitsch Samokhvalov zum Augustputsch
- 2011: Jelzin. Drei Tage im August – Regie: Alexander Shavrin (Spielfilm)